# 岩手県立山田高等学校
岩手県立山田高等学校（いわてけんりつ やまだこうとうがっこう）は、岩手県下閉伊郡山田町織笠第8地割に所在する公立の高等学校。山田町内にある唯一の高等学校である。

## 設置学科
- 普通科

## 沿革
- 1926年（大正15年） - 山田町立実科高等女学校として開校。
- 1946年（昭和21年）4月 - 組合立岩手県山田高等女学校となる。
- 1946年（昭和21年）11月 - 岩手県に移管。

## 最寄り駅
- 三陸鉄道リアス線 織笠駅より徒歩で約15分。